# Speciální čarodějnický díl (20. řada)
Speciální čarodějnický díl (alternativně také Speciální čarodějnický díl XIX, v anglickém originále Treehouse of Horror XIX) je 4. díl 20. řady (celkem 424.) amerického animovaného seriálu Simpsonovi. Scénář napsal Matt Warburton a díl režíroval Bob Anderson. V USA měl premiéru dne 2. listopadu 2008 na stanici Fox Broadcasting Company a v Česku byl poprvé vysílán 4. října 2009 na stanici ČT2.

## Děj
Jsou prezidentské volby 2008. Homer se nevejde do volební budky, tak ho pošlou do jiné. Tam chce dát hlas Obamovi, ale přístroj, který je v místnosti, započítá všechny hlasy McCainovi. Poté přístroj Homera vcucne a zabije a následně vyhodí jeho mrtvé tělo ven. Jasper k němu přistoupí a nalepí mu na čelo nálepku „Volil jsem“. Poté se objeví nápis „Speciální čarodějnický díl XIX“.

### Bezejmenná parodie s roboty
Jsou Vánoce a Bart musí koupit dárek Líze. Zajde do obchodu a tam koupí autíčko pro panenku. Bartův dárek se Líze líbí. Přes noc se věci přemění v roboty. Ráno má Homer podezření, ale toustovač ho přesvědčí, že se mýlí. Když chce odjet do práce, jeho auto se promění v robota. Stejně tak i Nedovo. Začnou spolu bojovat. Dvě cizí rasy robotů proti sobě vedou válku. Z bankomatu se vytvoří robot, který vystřeluje peníze. Po tom všem se dva roboti sejdou na náměstí, aby dokončili boj. Marge je přemluví, aby spolu nebojovali. Roboti se spojí nakonec proti lidstvu samotnému.

### Jak dostat mrtvé do reklamy
Homer a Marge dávají Maggie do jeslí. Ona je ale smutná, protože tam nikoho nezná. Homer jí ukáže obrázek Šáši Krustyho. Skutečný klaun ale zrovna nechává malby zničit, protože porušují jeho práva. Maggie z toho pláče. Homer je naštvaný a hodí Krustyho do kolotoče. Krusty z něho vyletí až do řezačky a zemře. K Homerovi přijde za pár dní představitel reklamní agentury, která mu nabídne práci. Jeho nová práce zahrnuje vraždit celebrity, aby je mohli použít do reklam bez placení. Zabije George Clooneyho, Neila Armstronga a mnoho dalších. Všichni zavraždění se v nebi rozzlobí a rozhodnou se Homera zabít. Vydají se tedy na zem a Homera skutečně zabijí. V nebi je ale dřív než oni, zamkne bránu a oni se nedostanou zpátky.

### To je dýňák, Milhousi
Bart namluví Milhouseovi, že existuje Velký dýňák, který o Halloweenu může ožít, pokud v něj někdo opravdu věří. Zatímco všichni jdou slavit, Milhouse čeká na poli na Dýňáka. Líza se rozhodne zůstat s Milhousem. Dýňák ale nepřichází, Líza se naštve a jde se bavit za ostatními. Milhouse se rozbrečí nad dýní a z dýně se stane Velký dýňák. Zrodil se z jeho čisté dětské víry. Milhouse mu nabídne dýňový chléb, to Dýňáka rozlítí a začne se mstít. Vtrhne na oslavu ve škole, kde se vyskytují i Kang a Kodos. Líza namluví Milhouseovi, že existuje i Krocan Tom, který je může zachránit. On uvěří a Tom přijde a zachrání je. Jenže krocani se také jedí.

## Produkce
V úvodní části epizody, která unikla na internet několik týdnů před jejím odvysíláním, Homer hlasuje pro Baracka Obamu. Podle výkonného producenta Al Jeana se spíše než o stranu ve volbách jedná o „většinou komentář k tomu, co mnozí lidé považují za nesrovnalosti v našem volebním systému“. Bezejmenná parodie s roboty je vytvořena podle vzoru hraného filmu Transformers, nikoliv kresleného seriálu. Al Jean řekl, že „dělat transformace bylo prostě opravdu zábavné a je vidět, proč je bavilo ten film dělat“. Část Jak dostat mrtvé do reklamy obsahovala parodii na titulkovou pasáž seriálu Šílenci z Manhattanu. Jean byl fanouškem tohoto seriálu a scénu navrhl.
Závěr vychází z halloweenského kresleného filmu It's the Great Pumpkin, Charlie Brown. Podle Ala Jeana se nemohl jmenovat It's the Great Pumpkin, Milhouse, aby přesně odpovídal svému jmenovci, kvůli „velkému právnímu problému“. Postavy však byly předělány tak, aby se podobaly stylu Peanuts, a také získali práva na použití hudby Vince Guaraldiho. Jean v roce 2011 řekl: „Po celá léta jsme nikdy nemohli parodovat halloweenský speciál Charlieho Browna, který patří mezi tři nejlepší animované pořady vůbec. Hudba Vince Guaraldiho je jeho obrovskou součástí, takže jsme ji museli vyčistit. Satirizovat ho byl prostě splněný sen. Přišlo mi to jako opravdu vtipný nápad, že místo toho, aby Velkého dýňáka nikdy neviděl, tak ožije a je opravdu zděšený z toho, jak lidé používají dýně do koláčů a jedí dýňová semínka, což jsou v podstatě dýňové plody.“.

## Kulturní odkazy
První část epizody je parodií na Transformers, druhá část je parodií na úvodní díl seriálu Šílenci z Manhattanu a Homer zabije několik celebrit, včetně Kate Winsletové, Prince, George Clooneyho a Neila Armstronga, na píseň „Psycho Killer“ od Talking Heads. Krusty zabitý v drtičce dřeva odkazuje na scénu s drtičkou dřeva z filmu Fargo. Mezi dalšími zobrazenými osobnostmi jsou Golda Meirová, Edward G. Robinson, John Wayne a John Lennon, který odkazuje na refrén písně „Give Peace a Chance“ od skupiny Plastic Ono Band. Reklama „Planeta chutí“ je parodií na film Planeta opic z roku 1968.
Závěrečná část, To je dýňák, Milhousi, je parodií na film It's the Great Pumpkin, Charlie Brown a obsahuje několik odkazů na seriál Peanuts. Milhouse v této části nosí stejné oblečení a hraje stejnou roli jako Linus van Pelt. Líza je vymodelována podle Sally Brownové a Bart vypadá jako Charlie Brown, dokonce opakuje jeho hlášku. Několikrát zazní hlavní znělka Peanuts „Linus and Lucy“. Přepracovaná verze Spasitele je vidět, jak spí na střeše své psí boudy, a Homer spí na střeše svého domu podobně jako Snoopy. Když Marge poprvé promluví, použije tlumený trombón. Jedná se o parodii na hlas „wah wah wah“, který je používán pro dospělé v různých speciálech Peanuts. Na konci části říká divákům, že mohou posílat stížnosti na adresu, kterou říká pouze dalšími tlumenými zvuky trombónu. Milhouseova modlitba k Velkému dýňakovi je podobná Nicejskému vyznání víry. Taneční scéna během halloweenské párty je parodií na taneční scénu ve filmu Vánoce Charlieho Browna až po Kanga a Kodos v nemluveném cameu jako dvojčata 3 a 4.

## Přijetí
V původním vysílání epizodu vidělo 12,48 milionu diváků a dosáhla ratingu 4,9 podle agentury Nielsen. Byla to nejlépe hodnocená epizoda večera v demografické skupině diváků ve věku 18–49 let, šestnáctý nejlépe hodnocený pořad týdne a čtvrtý nejlépe hodnocený pořad na stanici Fox po dvou vysíláních Světové série a Dr. House. Jednalo se o nejlépe hodnocenou epizodu od 18. řady Akvamanželka.
Díl získal od kritiků smíšené hodnocení. Rick Bentley z deníku The Seattle Times díl popsal jako „epizodu jako malovanou“. Robert Canning z IGN dal epizodě 7,9 z 10 a označil ji za „vtipnou, zábavnou, a dokonce nostalgickou, což dělá tuto každoroční tradici jen o to lepší“.
To je dýňák, Milhousi byl recenzenty považován za nejlepší část dílu. Canning napsal, že „možná není až tak krvavý, ale je vtipný a upřímně řečeno, prostě vám udělá dobře“, a Bentley ji popsal jako „smrtící komediální útok na halloweenský animovaný speciál Charlieho Browna“. Rob Owen z deníku Pittsburgh Post-Gazette s ním souhlasil a napsal, že „uspěl, protože nabízí mazaný kulturní komentář“. Show Patrol uvedl: „Díky faktoru nostalgie je pro mě Velký dýňák nejlepší z těchto zábavných kousků, ale všechny postrádají onu charakteristickou ‚simpsonovskou‘ značku satirické chytrosti.“. Hal Boedecker z Orlando Sentinel udělil epizodě hodnocení 4 z 5 a závěrečnou část označil za „vtipnou parodii na klasický halloweenský díl Charlieho Browna“. „Nejlepší gag je však jemný. Marge hraje na trombón, což je láskyplný pozdrav způsobu, jakým speciály Peanuts zobrazovaly hlasy dospělých,“ uvedl. Filmový a televizní kritik Matt Zoller Seitz tuto pasáž označil za jeden ze „záblesků velikosti“ Simpsonových v pozdějších řadách.
Režisér Bob Anderson získal nominaci na cenu Annie za nejlepší režii v animované televizní produkci, ale prohrál s filmem Avatar: Legenda o Aangovi.

### Kontroverze
Organizace GLSEN (Gay, Lesbian and Straight Education Network), která právě vedla kampaň proti příležitostnému používání přídavného jména „gay“, kritizovala text Nelsona Muntze v parodii „Přejeme vám veselé Vánoce“: „Velká dýně je velký gay“. Mluvčí GLSEN uvedl, že „mnoho lidí říká ‚gay‘, aniž by si uvědomovali, že to, co říkají, je špatné, snažíme se lidi poučit, že jde o výraz, který je pro mladé lidi zraňující, pokud je používán v negativním smyslu“. Mluvčí dodal, že „Nelson by měl Milhouseovi poslat omluvnou elektronickou pohlednici“.